# Mušba bint Nasír
Mušba bint Nasír (1884, Mekka – 15. března 1961, Irbid; arabsky: مصباح بنت ناصر, „lampa světla“) byla první jordánská královna jako manželka krále Abdalláha I.
Narodila se v roce 1884 v Mekce v Osmanské říši. Její titul při narození byl šarífa z Mekky. Byla starší dcerou emíra pašy Nasíra a jeho manželky chánky Dilber. Měla mladší dvojče, sestru Huzajmu, manželku Fajsala I., a tedy syrskou a iráckou královnu choť.
V roce 1904 se Mušba ve Stinijském paláci v İstinye v Istanbulu v Osmanské říši provdala za sajjida Abdalláha bin Ál Husajn, pozdějšího krále Abdalláha I. Jordánského. Měli syna a dvě dcery:
- Princezna Haja (1907–1990); provdala se za Abdula-Karima Džafara Zejda Dáouja.
- Král Talal I. (26. února 1909 – 7. července 1972).
- Princezna Munira (1915–1987); nikdy se neprovdala.

Abdalláh si vzal dvě další manželky. V roce 1913 se oženil s princeznou chánkou Suzdil (dcera 'Aliho) a v roce 1949 se oženil s Nádou bint Umán (Súdánka), což z Mušby udělalo jeho hlavní ženu. Abdalláh byl 25. května 1946 prohlášen jordánským králem a Mušba, jako jeho první manželka, se stala jordánskou královnou.
Královna Mušba zemřela 15. března 1961 v Irbidu v Jordánsku.[zdroj?]

## Tituly
- 1884–1904: Álšarífa Mušba bint Nasír
- 1904 – 1. dubna 1921: Její královská Výsost princezna Mušba Ál Abdalláh
- 1. dubna 1921 – 25. května 1946: Její Výsost emíra transjordánská
- 25. května 1946 – 20. července 1951: Její Veličenstvo královna jordánská
- 20. července 1951 – 11. srpna 1952: Její Veličenstvo královna matka
- 11. srpna 1952 – 15. března 1961: Její Veličenstvo královna Mušba